# Romanfassung

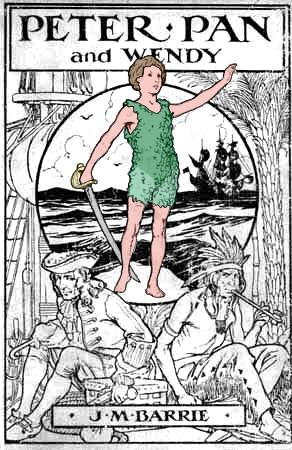
Peter Pan 1915

Eine Romanfassung oder Romanadaption (englisch Novelization) ist die Adaption eines aus einer anderen Kunstgattung stammenden Werks in Form eines Romans. Dazu gehören insbesondere die Romanfassungen erfolgreicher Filme, von Episoden beliebter Fernsehserien und von Computerspielen. Als Teil der Vermarktung sind Romanfassungen auch eine Form des Tie-ins. Aus Sicht des Urheberrechts stellt die Romanfassung eine Form der Bearbeitung dar, die im Allgemeinen eine Zustimmung des Urhebers erfordert.
Von besonderer Bedeutung war die literarische Umsetzung von Filmen (in Deutschland häufig als „Buch zum Film“ vermarktet) vor der Verbreitung des Videorecorders, da sie seinerzeit die einzige Möglichkeit darstellte, unabhängig von Kino- oder Fernsehprogrammen ein Filmerlebnis nachzuvollziehen.
So wurden die Buchversionen von Kassenschlagern wie Star Wars oder Alien zu Millionenbestsellern. Diesem wirtschaftlichen Erfolg steht ein im Vergleich zu den Produktionskosten eines Films nur minimaler Aufwand in Form eines Autorenhonorars gegenüber, weshalb diese Form des Tie-ins besonders lukrativ ist.
Für den Autor einer Romanfassung ergeben sich besondere Anforderungen daraus, dass er meist innerhalb eines sehr engen Zeitrahmens aufgrund einer vorläufigen Fassung eines Drehbuchs von meist ca. 20.000 Worten einen Romantext von etwa 40.000 bis 60.000 Worten erstellen muss, wobei er sich nicht darauf beschränken kann, die Dialogteile etwas auszufüttern, sondern vor Fertigstellung des Films (also ohne ihn selbst gesehen zu haben) vor der Aufgabe steht, den Figuren Kontur und psychologischen Hintergrund zu geben, Atmosphäre und Stil des fertigen Films angemessen zu transportieren und außerdem Plotlücken zu überbrücken, logische Fehler aufzulösen bzw. zu kaschieren und sachliche Fehler unauffällig zu korrigieren.
Eine Konsequenz des Arbeitens aufgrund eines vorläufigen Drehbuchs sind einerseits gelegentliche Abweichungen von der Handlung des fertigen Films, andererseits sind in der Kinofassung entfallene Szenen, die dann eventuell in einem Director’s Cut wieder erscheinen, in der Romanfassung bereits oft umgesetzt.
Aufgrund dieser Umstände werden mit der Erstellung einer Romanfassung gewöhnlich professionelle, routinierte Autoren beauftragt.
Die Aufgabe gilt als undankbar, da die Romanfassung ein eher geringes literarisches Renommee hat, zudem der Autor nicht frei erfinden kann, sondern einer mehr oder minder strikten Kontrolle durch das produzierende Studio unterliegt. Wirtschaftlich ist ein solcher Auftrag oft im Vergleich zu anderen literarischen Arbeiten lohnend, am wirtschaftlichen Erfolg des Produkts insgesamt wird der Autor einer Romanfassung jedoch gewöhnlich nicht beteiligt. Dennoch haben auch renommierte Autoren Romanfassungen geschrieben. Zu den Gründen sagt Alan Dean Foster, Autor der Bücher zu Krieg der Sterne, Alien-Trilogie und zahlreicher Star-Trek-Romane:

„First, because I was a young writer and I needed to make a living. And because, as [a fan], I got to make my own director’s cut. I got to fix the science mistakes, I got to enlarge on the characters, if there was a scene I particularly liked, I got to do more of it, and I had an unlimited budget. So it was fun.“

„Erstens war ich jung und musste von etwas leben. Und weil ich [als Fan] meinen eigenen Director’s Cut machen konnte. Ich konnte die wissenschaftlichen Fehler ausbügeln, konnte die Figuren ausformen, und wenn mir eine Szene besonders gefiel, konnte ich sie ausbauen und hatte dabei ein unbegrenztes Budget. Es machte daher Spaß.“

Auch wenn mit dem Aufkommen von VCR, DVD, Videotheken und Video-on-Demand das „Buch zum Film“ seine Alleinstellung beim Nacherleben verloren hat, sind Romanfassungen weiterhin sehr beliebt und Hollywood betreibt inzwischen geradezu einen Industriezweig für Buchfassungen. Praktisch für jeden größeren Film, der nicht schon auf einer Romanvorlage beruht, wird eine Romanfassung produziert und vermarktet – und selbst bei Romanverfilmungen wird das zugrundeliegende Werk oft neu aufgelegt unter Verwendung von Material aus dem Film, etwa beim Cover.
Schließlich folgt vor dem Hintergrund, dass die Produktionen von Computerspielen immer aufwendiger werden und die Kosten denen von Mainstream-Spielfilmen vergleichbar und teilweise schon höher sind, dass das Buch in der Vermarktungskette nicht fehlen darf. Es gibt also neben dem Film zum Spiel und allen Arten weiterer Tie-ins und Merchandise selbstverständlich auch jeweils eine Romanfassung bzw. eine auf der Spielwelt basierende Romanserie.

## Ursprünge
Tatsächlich ist das Buch zum Film nicht, wie man meinen könnte, eine Erscheinung der Epoche nach Spielberg und Lucas, vielmehr hat die Umsetzung filmischer Inhalte in Literatur das Kino seit seiner Entstehung begleitet. Als Vorläufer können die „Kataloge“ in der Zeit der Gebrüder Pathé betrachtet werden. Das waren relativ ausführliche Inhaltsangaben, die den Filmrollen beilagen und anhand derer der Schausteller seine Filmattraktionen auswählen konnte. Der nächste Schritt kam mit den Filmserien der 1910er Jahre, wie zum Beispiel Fantômas oder Les Vampires von Louis Feuillade. Ergänzend zum in sprachlicher Hinsicht eingeschränkten Stummfilm oder als Überbrückung für diejenigen, die eine Episode verpasst hatten, wurden Nacherzählungen der aktuellen Episoden publiziert, etwa durch den Abdruck in Zeitungen als eine Art Fortsetzungsroman. Dies geschah vor allem in den USA aufgrund einer Kooperation zwischen Charles Pathé und dem Zeitungsmagnaten William Randolph Hearst. Manchmal wurden diese Texte dann auch gesammelt als Buch publiziert, so beispielsweise The Exploits of Elaine (1915) und The Romance of Elaine (1916) von Arthur B. Reeve oder Georges Meirs’ Adaption von Feuillades Les Vampires in sieben Bänden.
Diese Form der Romanfassung hat ihre Wurzeln in zwei anderen, älteren Formen, nämlich zm einen dem ab Mitte des 19. Jahrhunderts sehr beliebten Zeitungs- oder Fortsetzungsroman, in dem ein längerer Text in täglichen Folgen in einer Zeitung erscheint (ein bekanntes Beispiel sind die von Charles Dickens in dieser Form verfassten Romane), zum anderen die Romanfassungen von Theaterstücken, eine Form, die vor allem um in den Jahren von 1900 bis 1915 verbreitet war. Wie beim „Buch zum Film“ gab es auch hier auf diese mit einer gewissen Herablassung betrachtete Gattung spezialisierte Autoren, zum Beispiel Davis Edward Marshall (1869–1933) und Arthur Hornblow (1865–1942).
In manchen Fällen ergaben sich mehrfache Überschneidungen und Umformungen. So war Robert Carlton Browns What Happened to Mary (1913) laut Titel eine „Romanfassung des Theaterstücks und der Geschichten aus The Ladies’ World“. What Happened to Mary war die erste Filmserie in den USA, die ab 1912 in monatlichen Folgen von den Edison-Studios vertrieben wurde. Die Zeitschrift The Ladies’ World brachte dazu Fortsetzungsgeschichten, Standfotos und Berichte über die Dreharbeiten. Diese Fortsetzungsgeschichten wurden von Owen Davis in ein Theaterstück umgearbeitet, das im März 1913 Premiere hatte, und dieses Theaterstück wiederum war die Grundlage für die Romanfassung von Brown, weshalb folgerichtig sowohl Fotos der Inszenierung als auch aus dem Film in dem Buch abgedruckt wurden.
Romanfassungen von Kinofilmen waren auch in den folgenden Jahrzehnten durchaus üblich, wobei im Unterschied zur heutigen Hollywood-Novelization nicht ein Buch geschrieben und dann in verschiedene Landessprachen übersetzt wurde, vielmehr gab es regional ganz unterschiedliche Fassungen und Formate. In manchen Länder war es sogar die Regel, dass man zu den wichtigeren Filmen ein entsprechendes Buch kaufen konnte, so gab es in Italien die „cineracconti“ und in Frankreich die „cinéromans“, die meist in eigenen Reihen oder Sammlungen mit Titeln wie „Cinéma-Bibliothèque“ erschienen. Zu diesen „cinéromans“ gehörte neben dem nacherzählenden Text meist auch Bildmaterial aus dem Film, zum Beispiel Standfotos und Porträtfotos der beteiligten Stars. In einen Seitenzweig der Entwicklung gehören die Experimente der Surrealisten mit der Integration von Literatur und Kino, die aber endeten, als mit der Einführung des Tonfilms die Kosten der Filmproduktion stark anstiegen und private Experimente nicht mehr finanzierbar waren.
In den 1950er und 1960er Jahren bedingte das Aufkommen des Paperbacks eine Änderung des Formats: waren zuvor die Romanfassung Bücher mit festem Einband und reichem Bildmaterial – in manchen Fällen mit Tendenz zum Fotoroman –, so musste jetzt, bedingt durch das Produktionsverfahren, auf Bebilderung weitgehend verzichtet werden.
Eine weitere Entwicklung war das Aufkommen des Fernsehens und der Fernsehserien in den 1950er Jahren, die nun Grundlage für Romanfassungen einzelner Episoden oder für Romane vor dem Hintergrund einer Serie wurden. Ein bemerkenswerter Erfolg in diesem Genre war Michael Avallones The Man from U.N.C.L.E. : The Thousand Coffins Affair (1965), basierend auf der Fernsehserie The Man from U.N.C.L.E. (deutsch als Solo für O.N.C.E.L.).
Das Aufkommen des neuen Hollywood-Systems mit Filmen wie Jaws und Star Wars ab Mitte der 1970er Jahre führte zum bis heute bestehenden Verfahren: Für einen Blockbuster werden erhebliche Produktionsmittel bereitgestellt und um diese zu amortisieren wird nicht allein auf den Film selbst abgestellt, sondern ein ganzer Komplex von Marketingmaßnahmen wird aufgezogen, zu dem Werbung, Presse, Trailer, Merchandise und neben anderen Tie-ins dann selbstverständlich eine Romanfassung gehört, sofern der Film nicht auf einer Romanvorlage basiert. Dabei unterliegt die Produktion der Romanfassung der strikten Kontrolle der Produktionsfirma, die durch eine im Lauf der Zeit schrittweise verschärfte Anwendung des Urheberrechts unterstützt wird. Dieser verstärkten Kontrolle gegenüber steht eine Rechtsbelange weitgehend ignorierende, mit dem Internet im Umfang explosionsartig wachsende Masse von Fan-Fiction, wobei allerdings kaum Romanfassungen als direkte Umsetzungen einzelner Filme, Serien oder Computerspiele entstehen, sondern die fiktiven Welten im Allgemeinen erweitert und/oder transformiert werden. Dazu gehören dann beispielsweise auch im Gegensatz zu den familiengerechten Hollywood-Produktionen eine unüberschaubare Menge von sexuell expliziter Fan-Fiction.